# Ernst Rudolph Wilhelm Schmid
Ernst Rudolph Wilhelm Schmid (* 4. Juni 1753; † 5. Juni 1795) war ein kursächsischer Bergvogt in Thüringen, Zehntner in Sangerhausen und Bottendorf sowie Oberzehntner der Grafschaft Stolberg.

## Leben
Der Sohn des Bergkommissionsrates Johann Christian Schmid und dessen Frau Christiane Friderike († 18. März 1759 in Eisleben), der einzigen Tochter des Bürgermeisters von Eisleben Christian Ferdinand Wappendeusch, verlor bereits im Alter von sechs Jahren seine Mutter. Daher übernahm seine Großmutter mütterlicherseits, die Hofrätin Sophie Friedericke Wiesner geborene Stiegleder, die Erziehung der Kinder. Bereits 1765 verstarb ein vierzehnjähriger Bruder. Außerdem zu seinen Brüdern zählten der Karl Ferdinand Schmid, Professor der Ethik sowie außerordentlicher Professor des Natur- und Völkerrechts in Wittenberg, sowie der Rechtswissenschaftler, Literaturwissenschaftler und Rhetoriker Christian Heinrich Schmid, Professor in Gießen.
Am 21. März 1774 promovierte Ernst Rudolph Wilhelm Schmid an der Universität Leipzig. Aus Anlass dieses Tages ließen vier seiner Freunde eine Festschrift in Druck geben. Diese Publikation wurde 1935 nachgedruckt. Darunter befand sich auch ein Aufsatz des Freiberger Oberbergmeisters Christian Wilhelm Friedrich Schmid über die Rechte des Bergleders.
1779 wurde er seinem Vater Johann Christian Schmid als Adjunkt in der Bergvogtei Thüringen zu Seite gestellt. Nach dessen Tod im Jahre 1785 übernahm er offiziell dieses wichtige Amt, mit dem auch die Funktion des Zehntners in Sangerhausen und Bottendorf sowie des Oberzehntner in der Grafschaft Stolberg sowie der Beisitz im Bergamt Wickerode verbunden war. In Ausübung des Dienstes starb Schmid 1795 einen Tag nach seinem 42. Geburtstag.
Schmid befuhr mehrere Bergwerke im Erzgebirge und brachte die dabei gewonnenen Erfahrungen mit in den Harz.

## Denkmal
Auf dem Annenkirchplatz in der Lutherstadt Eisleben, wo sich früher der Gottesacker von St. Annen befand, hat sich bis heute das Grabmal für Ernst Rudolph Wilhelm Schmid erhalten. Das Grabmal steht unter Denkmalschutz.